# Tadeusz Friedrich
Tadeusz Friedrich   (Nowy Sącz, 7 de juliol de 1903 - Cracòvia, 10 d'octubre de 1976) va ser un tirador polonès que va competir durant la dècada de 1920 i 1930. Estava casat amb l'atleta Felicja Schabińska.
Va guanyar la medalla de bronze en la competició de sabre per equips als Jocs Olímpics de 1928 i 1932. A nivell nacional guanyà 9 títols en diferents armes.
El 1944 va lluitar en l'aixecament de Varsòvia. En acabar la guerra va fer d'entrenador.